# Plínio Sampaio
Plínio Soares de Arruda Sampaio (San Paolo, 26 luglio 1930 – San Paolo, 8 luglio 2014) è stato un politico brasiliano, membro del Partito Socialismo e Libertà (in portoghese Partido Socialismo e Liberdade) e candidato alla presidenza della repubblica nelle elezioni presidenziali del 2010.

## Carriera
Laureato in Giurisprudenza presso l'Università di San Paolo nel 1954, militò nel movimento della Gioventù Universitaria Cattolica (in portoghese Juventude Universitária Católica), di cui fu presidente, e nel movimento cattolico di sinistra Azione Popolare (Ação Popular).
Negli anni '80 è stato fra i fondatori del PT
È stato magistrato, deputato federale ed è stato presidente dell'Associazione Brasiliana per la Riforma Agraria (ABRA) e direttore del settimanale Correio da Cidadania.

## Pubblicazioni
- Construindo o poder popular (64 pag.), Paulus Editora 2004, ISBN 9788534922395
- O Brasil é viável? (265 pag.), Editora Paz e Terra 2006, ISBN 8577530078
- Como combater a corrupção (32 pag.), Paulus Editora 2009, ISBN 9788534930666
- Por que participar da política? (64 pag.), Editora Sarandi 2010